# HMS Phaeton (1915)
El HMS Phaeton fue un crucero ligero de la Clase Arethusa, que formó parte de la Royal Navy.

## Construcción
El crucero fue construido en los astilleros ‘’Vickers Limited’’, en Reino Unido, botado el 21 de octubre de 1914 y alistado en febrero de 1915.

## Historia operacional
Tras su alistamiento, fue asignado al 4º Escuadrón de Cruceros Ligeros de la Grand Fleet y, entre febrero y marzo de 1915, durante la Primera Guerra Mundial, operó en los Dardanelos, participando, con su apoyo, en la Batalla de Gallipoli.
Tras su vuelta a aguas de Gran Bretaña, el Phaeton fue asignado al 1.er Escuadrón de Cruceros Ligeros de la Grand Fleet y, a mediados de abril de 1915, estaba operando en aguas de Scapa Flow.
El 4 de mayo de 1916, tomó parte en el derribo del Zepelín L 7, y del 31 de mayo al 1 de junio de 1916, el Phaeton tomó parte en la Batalla de Jutlandia.
En marzo de 1918, fue reasignado al 7º Escuadrón de Cruceros Ligeros de la Grand Fleet.
Sobrevivió a la Gran Guerra y fue vendido a la empresa King, de Troon (South Ayrshire, Escocia), para su desguace el 16 de enero de 1923.

### Buques de la clase
• HMS Arethusa
• HMS Aurora
• HMS Galatea
• HMS Inconstant 
• HMS Penelope
• HMS Royalist
• HMS Undaunted